# Ravne v Bohinju
Ravne v Bohinju – wieś w Słowenii, w gminie Bohinj. W 2018 roku liczyła 40 mieszkańców.